# Sentier de grande randonnée 461
Le sentier de grande randonnée 461 (GR 461), se situe à l'est du département de la Dordogne, en Périgord noir. Il relie le GR 36, depuis la commune de Montignac-Lascaux, à celle de Terrasson-Lavilledieu.

## Itinéraire
Le GR 461 commence sur la commune de Montignac-Lascaux, où il diverge du GR 36, environ un kilomètre au sud-ouest du centre-ville de Montignac, qu'il traverse ensuite en franchissant la Vézère. Il passe devant la grotte de Lascaux et le Regourdou, sites classés sur la liste du patrimoine mondial de l'Unesco, au titre des sites préhistoriques et grottes ornées de la vallée de la Vézère.
Il passe devant le château de la Grande Filolie, traverse Saint-Amand-de-Coly, l'un des plus beaux villages de France, puis Coly et se termine au Vieux pont sur la Vézère de Terrasson-Lavilledieu.

## Galerie de photos

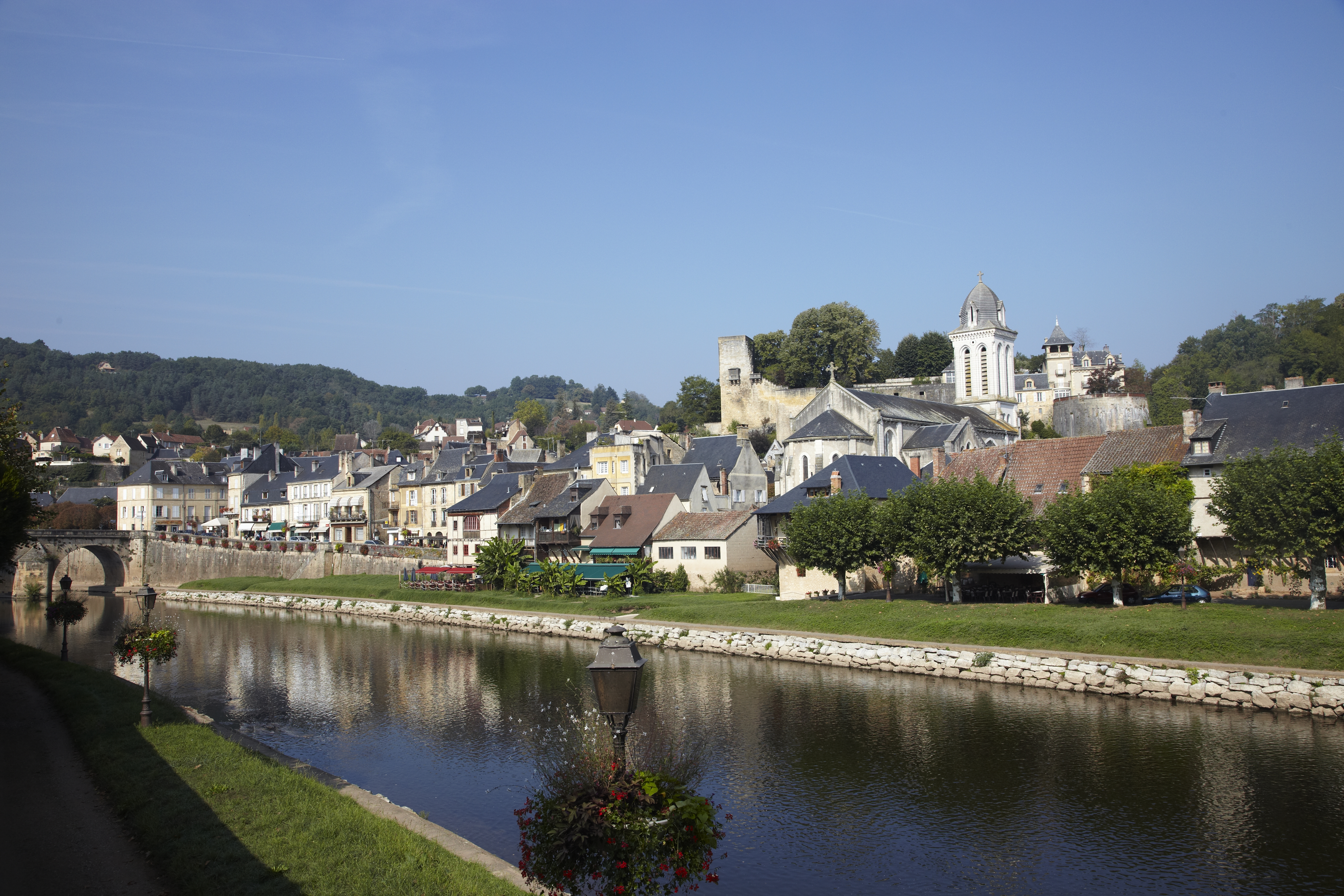
La Vézère à Montignac
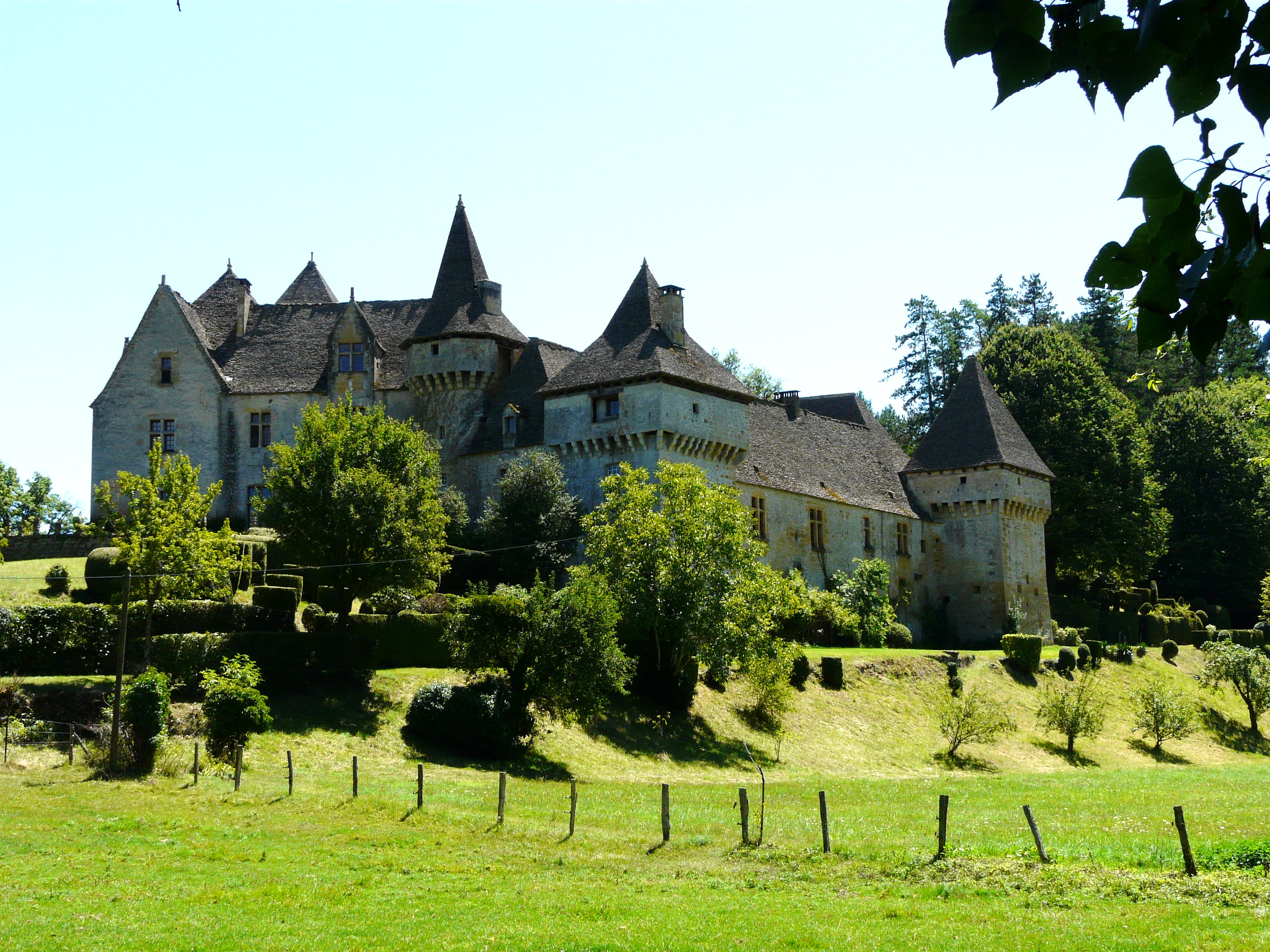
Le château de la Grande Filolie
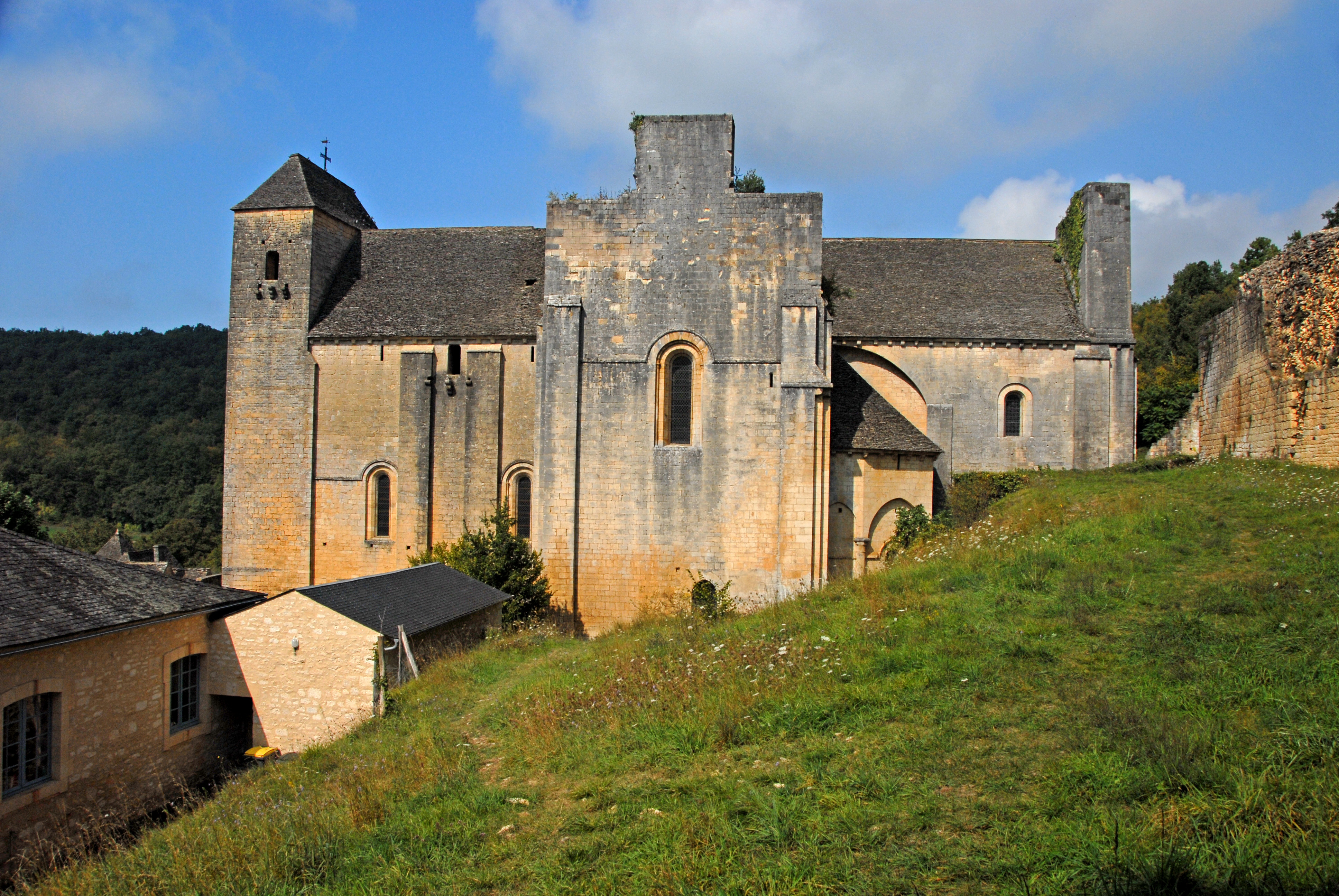
L'abbaye de Saint-Amand-de-Coly
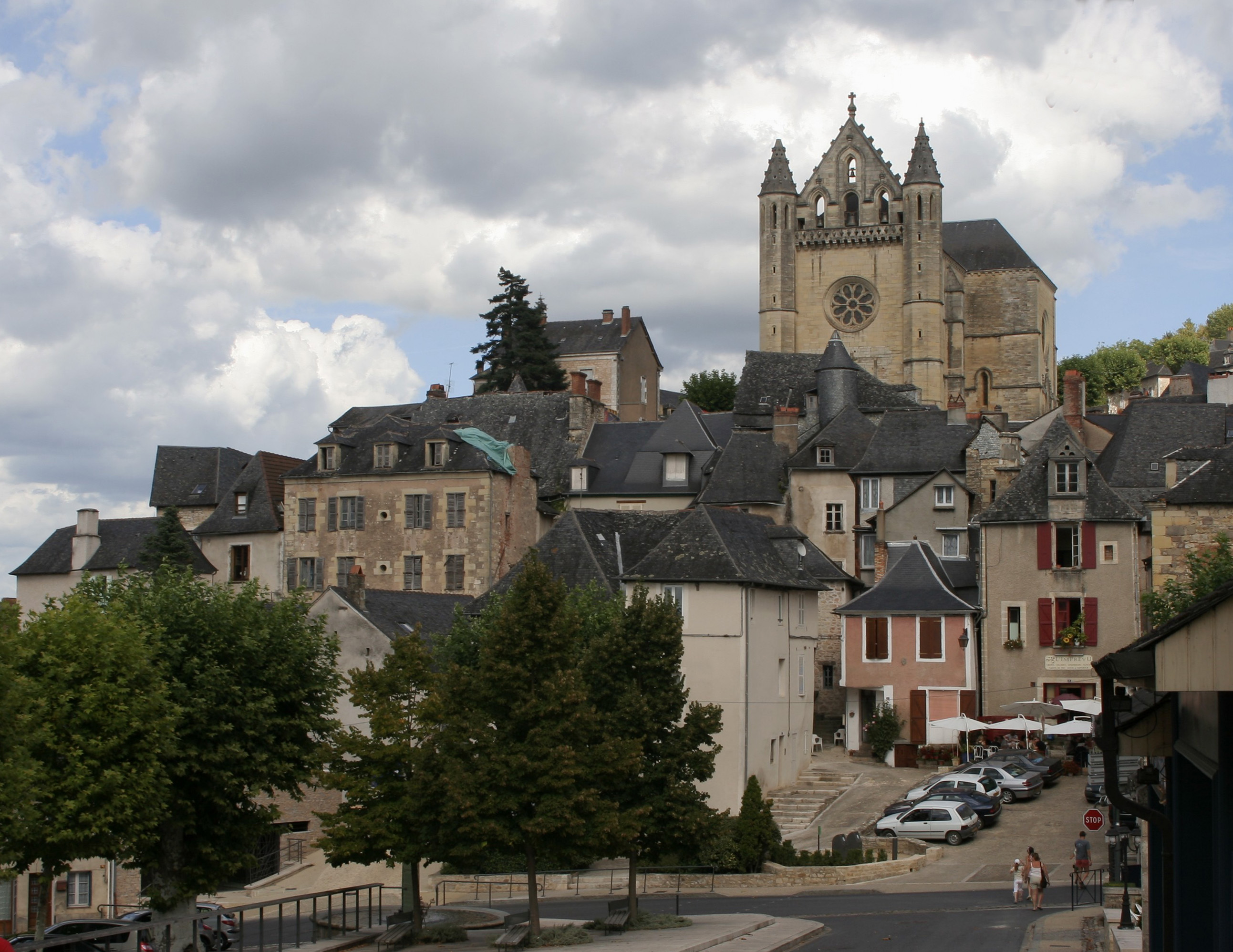
L'église Saint-Sour domine la vieille ville de Terrasson